# Mötley Crüe: Best of 1981-1997
Mötley Crüe: Best of 1981-1997 är ett samlingsalbum från 1997 av Mötley Crüe.

## Låtlista
1. Bitter Pill (4:26)
2. Enslaved (4:32)
3. Girls, Girls, Girls (4:30)
4. Kickstart My Heart (4:43)
5. Wild Side (4:40)
6. Glitter (Remix) (4:30)
7. Dr. Feelgood (4:50)
8. Same Ol' Situation (4:12)
9. Home Sweet Home (3:55)
10. Afraid (4:08)
11. Don't Go Away Mad (Just Go Away) (4:40)
12. Without You (4:29)
13. Smokin' In The Boys Room (3:22)
14. Primal Scream (4:44)
15. Too Fast For Love (3:22)
16. Looks That Kill (4:07)
17. Shout At The Devil 97 (3:42)